# Championnats d'Europe de tir à l'arc 2010
Navigation
Édition précédente Édition suivante
Les championnats d'Europe de tir à l'arc 2010 sont une compétition sportive de tir à l'arc qui a été organisée en 2010 à Rovereto, en Italie. Il s'agit de la 21e édition des championnats d'Europe de tir à l'arc.

## Résultats[1]

### Classique
| Épreuves          | Or                                                           | Argent                                                | Bronze                                                    |
| ----------------- | ------------------------------------------------------------ | ----------------------------------------------------- | --------------------------------------------------------- |
| Individuel hommes | Romain Girouille France                                      | Michele Frangilli Italie                              | Markiyan Ivashko Ukraine                                  |
| Individuel femmes | Natalya Erdyniyeva Russie                                    | Inna Stepanova Russie                                 | Begunhan Elif Unsal Turquie                               |
| Par équipe hommes | Allemagne Sebastian Rohrberg Florian Floto Rafael Poppenborg | Italie Marco Galiazzo Michele Frangilli Ilario Di Buò | Finlande Matti Hatava Antti Tekoniemi Antti Mansukoski    |
| Par équipe femmes | Russie Inna Stepanova Ksenia Perova Natalya Erdyniyeva       | Espagne Magali Foulon Gema Buitron Helena Fernandez   | Italie Natalia Valeeva Jessica Tomasi Pia Carmen Lionetti |
| Par équipe mixte  | Italie Marco Galiazzo Natalia Valeeva                        | Allemagne Sebastian Rohrberg Elena Richter            | Royaume-Uni Terry Simon Charlotte Burgess                 |

### À poulie
| Épreuves          | Or                                                     | Argent                                               | Bronze                                                    |
| ----------------- | ------------------------------------------------------ | ---------------------------------------------------- | --------------------------------------------------------- |
| Individuel hommes | Andrew Rikunenko Royaume-Uni                           | Sergio Pagni Italie                                  | Peter Elzinga Pays-Bas                                    |
| Individuel femmes | Viktoria Balzhanova Russie                             | Gladys Willems Belgique                              | Albina Loginova Russie                                    |
| Par équipe hommes | Russie Alexander Dambaev Danzan Khaludorov Denis Segin | Pays-Bas Rob Polman Fred van Zutphen Peter Elzinga   | Italie Sergio Pagni Pietro Greco Antonio Tosco            |
| Par équipe femmes | Belgique Gladys Willems Sarah Prieels Michele Massina  | Italie Anastasia Anastasio Eugenia Salvi Laura Longo | Russie Viktoria Balzhanova Albina Loginova Diana Tontoeva |
| Par équipe mixte  | Suède Anders Malm Isabell Danielsson                   | Danemark Martin Damsbo Camilla Soemod                | Slovénie Dejan Sitar Maja Marcen Pavlin                   |